# Je suis vivante
Je suis vivante est une œuvre autobiographique écrit par Masoomeh Abad, l'une des captives iraniennes, dans la guerre Iran-Irak. Ce livre est composé des mémoires de Madame Ma’ssoumeh Abâd au cours de sa captivité dans les prisons irakiennes. L'éditeur Broj publie en 2012 la première édition, tirée à 2000 exemplaires. L'auteure de cette œuvre est capturée à l'âge de 17 par les forces armées irakiennes qui se sont déjà avancées vers la ville et installées sur la route Ahvâz-Abâdân. Elle est emprisonnée dans une prison sécurisée en Irak pour 4 ans,.
Ce livre a remporté le Prix du treizième festival du livre Défense sacré de l'année.